# Balearenpad
De balearenpad (Alytes muletensis) is een kikker uit de familie Alytidae.

## Naamgeving
De soort werd voor het eerst wetenschappelijk beschreven door Francisco de Borja Sanchíz en Rafael Adrover in 1979. Oorspronkelijk werd de wetenschappelijke naam Baleaphryne muletensis gebruikt. De soort wordt ook wel balearenvroedmeesterpad of mallorcavroedmeesterpad genoemd.

## Uiterlijke kenmerken
Deze kleine, gedrongen kikker heeft een relatief grote kop met uitpuilende ogen, de lengte is net geen 4 centimeter. Mannetjes blijven kleiner dan vrouwtjes en de seksen zijn moeilijk uit elkaar te houden. De kleur is beigegroen tot -bruinachtig met vele zeer onregelmatige groene vlekken. Sommige exemplaren doen meer groen aan, de buikzijde is wit. De huid is vrij glad, op de flanken zijn knobbelachtige wratten aanwezig die een rij vormen. Aan de binnenzijde van de voorpoten zitten drie knobbels. De ledematen zijn langer dan bij andere Alytes- soorten. De gifklieren of parotoïden achter de ogen zijn slecht ontwikkeld wat bij andere soorten ook het geval is.

## Verspreiding en habitat
De balearenpad komt op het eiland Mallorca, Spanje. Het verspreidingsgebied beperkt zich tot de streek Serra Tramuntana in het noorden van Mallorca, een eiland dat deel uitmaakt van de eilandengroep de Balearen. Het karstlandschap van deze streek bestaat uit steile kloven met stromende beekjes en poeltjes. De kikkers zijn te vinden in spleten en onder stenen en worden vaak in kleine groepjes aangetroffen.

## Levenswijze
De kikkervisjes leven op de bodem van waterbassins. Op het menu van de balearenpad staan regenwormen, loopkevers en andere kleine ongewervelden. In tegenstelling tot andere vroedmeesterpadden dragen de mannetjes de eitjes niet op de rug maar op de achterpoten nadat deze zijn afgezet door het vrouwtje en bevrucht. De eierdragende mannetjes worden vooral rond mei en juli waargenomen en dragen ongeveer 7 tot 12 eitjes. Bij de 'gewone' vroedmeesterpad (Alytes obstetricans) die ook in de Benelux voorkomt, zijn dit er soms meer dan 150.
De kikkervisjes komen relatief snel uit het ei en metamorfoseren rond juni, een kikkervisje kan ongeveer 7,5 centimeter lang worden.

## Beschermingsstatus
De balearenpad werd pas in 1977 als soort erkend en werd als Baleaphryne muletensis beschreven, pas later werd de kikker tot de vroedmeesterpadden gerekend. De exemplaren die werden gebruikt voor de beschrijving waren echter subfossiel en de soort werd aanvankelijk als uitgestorven beschouwd. In 1979 dook de kikker weer op toen levende larven en jonge kikkers werden aangetroffen. Inmiddels is de soort beschermd. Er waren reeds kweekprogramma's opgestart (durrel trust) om de kikker voor uitsterven te behoeden. Vanwege het risico op besmetting van de wildpopulatie met de schimmel die Chytridiomycose veroorzaakt is door de regering van Mallorca een verbod op uitzetting afgevaardigd. Het aantal dieren dat in de natuur te vinden is wordt geschat op 300 tot 700 koppeltjes.